# L'Herbe au chat
Pour plus de détails, voir Fiche technique et Distribution.
L'Herbe au chat (A Taste of Catnip) est un court métrage américain Merrie Melodies de 1966 réalisé par Robert McKimson, mettant en scène Daffy Duck et Speedy Gonzales .